# Monument în memoria ostașilor căzuți în 1941-1945 (Boșcana)
Monumentul în memoria ostașilor căzuți în 1941-1945 este un monument amplasat în Boșcana, raionul Criuleni, Republica Moldova. Este un monument istoric de importanță națională inclus în Registrul monumentelor Republicii Moldova ocrotite de stat cu nr. 265 (raionul Criuleni).